# WanBi Tuấn Anh
Nguyễn Tuấn Anh (9 tháng 1 năm 1987 – 21 tháng 7 năm 2013), thường được biết đến với nghệ danh WanBi Tuấn Anh, là một nam ca sĩ, nhạc sĩ, vũ công kiêm diễn viên người Việt Nam. Anh được biết đến khi cùng Thu Thủy giành giải "Ca sĩ triển vọng" của giải Làn Sóng Xanh.
Anh được biết đến lần đầu tiên qua vai trò người mẫu ảnh bìa cho nhiều tạp chí tuổi thiếu niên như VTM, Hoa Học Trò, Mực Tím, Thế giới Học Đường và từng là người mẫu độc quyền cho thương hiệu thời trang Jack Cobra. Anh còn là gương mặt quảng cáo đắt show và tham gia đóng vai chính cho trong nhiều mẩu quảng cáo. Anh có tham gia phim truyền hình Áo cưới thiên đường và phim điện ảnh Bóng ma học đường. Trong sự nghiệp ca hát, anh cũng đã có nhiều bài hát hit như "Cho Em", "Đôi Mắt", "Vụt Mất",...

## Cá nhân
Sở thích của WanBi Tuấn Anh là xem phim, đọc truyện tranh, chụp hình và uống trà sữa. Các ca sĩ mà anh yêu thích là Christina Aguilera, Vương Lực Hoành, Utada Hikaru và Mỹ Tâm. Về ý nghĩa nghệ danh "WanBi Tuấn Anh", anh giải thích: "Tên ở nhà của em là Bi. Khi lớn, không thể gọi mãi là cu Bi được nên em đã tạo một nick lạ để chat. Em chọn WanBi, tên không có ý nghĩa gì, chỉ là ghép lại thấy hay thôi. Sau này đi hát em lấy nghệ danh là WanBi Tuấn Anh." 
WanBi Tuấn Anh đã phát tâm Quy Y Tam bảo và anh có pháp danh là Minh Tú.

## Cuộc đời và sự nghiệp
Nguyễn Tuấn Anh sinh ngày 9 tháng 1 năm 1987 tại Thành phố Hồ Chí Minh (Việt Nam) trong gia đình không có ai làm nghệ thuật. Khoảng năm 12 tuổi, anh có tham gia đội kịch Tuổi Ngọc trong ba tháng. Lên cấp 3, anh học tại Trường THPT Trưng Vương. Các cơ hội chụp hình cho báo teen và đóng quảng cáo liên tục biến anh thành hot boy của trường. Anh chia sẻ, việc đột nhiên được chú ý lúc đó khiến anh hơi lơ là việc học. Năm anh lên lớp 12, gia đình lo lắng nên chuyển anh về học ở Trường THPT Bùi Thị Xuân (Quận 1). Từng có công ty ngỏ lời mời anh tham gia nhóm nhạc mới nhưng anh đã từ chối, phần vì thấy không hợp với dòng nhạc mà công ty nêu ra, phần vì anh muốn tập trung cho kỳ thì cuối cấp. Sau khi tốt nghiệp trung học phổ thông, anh xin cha mẹ được nghỉ một năm trước khi du học ngành Thiết kế. Theo WanBi Tuấn Anh, đây chính là bước ngoặt đưa anh đến với con đường ca hát chuyên nghiệp.

### Khởi đầu
Vào năm 2005, anh giành giải thưởng đầu tiên trong sự nghiệp của mình là giải "Gương mặt ấn tượng" của cuộc thi Diễn viên triển vọng năm 2005 do báo Điện ảnh Thành phố Hồ Chí Minh tổ chức. Một năm sau đó, anh giành được giải thưởng "Hot VTeen" do báo VTM tổ chức. Anh tham gia cuộc thi "Video clip của bạn" do Trung tâm Truyền hình Cáp - Đài truyền hình Thành phố Hồ Chí Minh tổ chức và đã gây được ấn tượng với khán giả qua hai ca khúc "Cho Em" và "Từng Ngày Qua", vốn là hai ca khúc do anh tự sáng tác và trình bày đầu tiên.
Thời gian này, bài hát "Cho Em" do anh sáng tác đã lan truyền nhanh chóng sau khi anh đăng lên blog cá nhân của mình. Tuấn Anh bắt đầu được mời đi biểu diễn giao lưu ở vài trường trung học và nhiều bạn trẻ tự thành lập cho anh nên ý nghĩ làm ca sĩ chuyên nghiệp xuất hiện. Anh tự nhận giọng hát của mình không xuất sắc nhưng lại có lợi thế là khả năng sáng tác và được biết đến qua vai trò người mẫu teen. Anh quyết định sẽ dành ba năm để thử sức với ca hát và trong trường hợp thất bại thì sẽ quay lại với việc học hành.

### 2008: Album đầu tay
Ngày 18 tháng 1 năm 2008 đánh dấu khởi đầu cho quá trình ca hát chuyên nghiệp của anh qua mini liveshow tại phòng trà Điểm hẹn Sài Gòn. Trong năm 2008, anh kết hợp với nữ ca sĩ Tóc Tiên qua ca khúc "Kem dâu tình yêu". Bài hát giành được sự yêu thích của các bạn trẻ và lọt vào nhiều bảng xếp hạng âm nhạc, đồng thời cái tên WanBi lan rộng trong cộng đồng nghe nhạc do sự lan truyền nhanh chóng của bài hát này trên Internet. Cuối năm 2008, với tư cách là ca sĩ độc quyền của Ya!Entertainment, WanBi phát hành album đầu tay WanBi 0901 gồm 9 bài hát, trong đó 4 ca khúc mua độc quyền từ Nguyễn Hồng Thuận, Nguyễn Hải Phong, Liêu Hưng và 5 ca khúc do chính anh sáng tác với nhiều thể loại từ ballad đến R&B và alternative rock. Nhạc sĩ Vũ Quốc Bình nhận xét album WanBi 0901 là một trong những album vol.1 chỉn chu nhất tính từ trước đến lúc đó. Bài hát "Đôi mắt" với phong cách R&B đã trở thành một hiện tượng lớn, đứng đầu các bảng xếp hạng như Làn Sóng Xanh, Zing Top Song, Yeah1 Countdown,... Bài hát "Cho em" song ca cùng Thùy Chi trong album cũng nhanh chóng vượt lên xếp đầu trong danh sách những bài hát được nghe nhiều nhất.

### 2009: Album song ca, giải thưởng Làn Sóng Xanh và tham gia đóng phim
Ngày 8 tháng 6 năm 2009, WanBi thay mặt cô bạn thân Tóc Tiên (đã sang Hoa Kỳ du học và cộng tác với Trung tâm Thúy Nga) để ra mắt album song ca Chuyện tình vượt thời gian gồm các ca khúc lần đầu phát hành trong album như Kem dâu tình yêu, Dự báo trái tim, Thiên đường nắng mai và những ca khúc xưa được hoà âm theo nhiều phong cách. Ý tưởng thực hiện album xuất phát từ lời gợi ý của bạn bè trong một lần hai người đi karaoke mừng sinh nhật một người bạn, khi đó WanBi Tuấn Anh và Tóc Tiên ngẫu nhiên chọn trùng những bài hát nổi tiếng để song ca. Album được thực hiện trong hai tháng tại phòng thu 23 độ 5 của Nguyễn Hải Phong. Về việc hát nhạc xưa, WanBi cho biết: "Album này là những ca khúc được lựa chọn ngẫu hứng (...) WanBi chỉ muốn thay đổi khẩu vị cho khán giả thân thuộc của mình, và mở rộng đến nhiều đối tượng khán giả hơn (...)". Cũng trong ngày 8 tháng 6, album đầu tay WanBi 0901 của anh giành giải "Album được khán giả yêu thích nhất" trong chương trình Album Vàng tháng 6. Cuối năm 2009, thành công đã đến với WanBi khi anh cùng nữ ca sĩ Thu Thủy vinh dự nhận được giải "Gương mặt triển vọng Làn Sóng Xanh". Trong năm này, anh cũng lấn sân sang lĩnh vực điện ảnh với vai diễn khách mời trong phim Áo cưới thiên đường.

### 2010: Thăng (#) và Bắt Sóng Cảm xúc
Năm 2010, WanBi Tuấn Anh phát hành album vol.2 mang tên Thăng (#) gồm các bản nhạc do chính anh sáng tác. Không chỉ viết về tình yêu, anh còn thử nghiệm nhiều đề tài khác của cuộc sống. Phong cách âm nhạc của album thống nhất về mặt ý tưởng nhưng vẫn mang nhiều màu sắc khác nhau. Chia sẻ việc thực hiện album này, WanBi cho biết đây là một thử thách do anh không phải là nhạc sĩ chuyên nghiệp. Anh đã phải viết trên 20 ca khúc rồi chọn ra mười ca khúc ưng ý nhất đưa vào album lần này. Phần âm thanh của album được thực hiện trong hơn một năm. Ca khúc "Chắp cánh" có sự tham gia viết rap của Đông Nhi, đồng thời cũng đánh dấu lần đầu tiên hai người song ca chính thức với nhau trong album. Cũng trong năm 2010, anh cũng đã quyết định tham gia bộ phim Bóng ma học đường (tên cũ là Hồn ma siêu quậy) của đạo diễn Lê Bảo Trung - phim đầu tiên của Việt Nam quay bằng dàn máy 3D. Trong phim, anh thủ vai Minh Quân - con trai của nhà văn Nam Linh (Hoài Linh đóng), là chàng học sinh nghèo trầm cảm bị truy đuổi bởi nhóm ma teen.
Tháng 9 năm 2010, WanBi ra mắt DVD Single "Bắt Sóng Cảm xúc" do Mobifone tài trợ, video âm nhạc cho "Bắt Sóng Cảm xúc" phát hành rộng rãi và được bạn trẻ đón nhận nồng nhiệt. WanBi Tuấn Anh cho hay" "Đây là lần đầu tiên WanBi viết kịch bản toàn bộ cho MV của mình. Đặc biệt là các bạn trong FC của WanBi phải vất vả suốt mấy ngày để tập vũ đạo cho màn hoành tráng nhất trong MV"
2011: Dấu Vết, Hóa Cơn Mưa và Phải Làm Thế Nào
Ngày 8 tháng 3 năm 2011, anh cho ra mắt MV Single Dấu Vết đóng cùng Kang Ha Neul, đây là phần tiếp theo của Vụt Mất ra mắt vào 2010, bài hát nhanh chóng leo lên các bảng xếp hạng trở thành 1 hit mới của anh. Anh cũng là người tiên phong trong việc quay MV tiếp nối các phần trước ở Việt Nam.
MV Hóa Cơn Mưa đến với khán giả vào giữa năm 2011 cho thấy 1 WanBi lột xác hoàn toàn với hình ảnh áo da bụi bặm và tóc chải ngược lên khác với mọi khi. MV này anh đóng chung với Miu Lê, tuy nhiên MV lại không thành công như mong đợi.
Ngày 11 tháng 11 năm 2011, MV "Phải Làm Thế Nào" được ra mắt. Đây là một ca khúc do chính anh sáng tác mang âm hưởng C-Pop với ca từ dễ nghe dễ thuộc, điều đó đã giúp ca khúc này trở thành hit vào cuối năm 2011 của anh.
2012: Tìm Thấy, Thật Lòng Anh Xin Lỗi và Ký Ức Chôn Sâu
Đầu năm 2012, phần cuối cùng trong bộ ba ca khúc và cũng là phần tiếp theo của "Dấu Vết" là "Tìm Thấy" đã được phát hành. 2 video âm nhạc đã được quay cho ca khúc này bao gồm dance version và story version.
Giữa năm cho đến tháng 8 năm 2012 anh lần lượt phát hành 2 MV "Thật Lòng Anh Xin Lỗi" và "Ký Ức Chôn Sâu". Trong đó "Thật Lòng Anh Xin Lỗi" là  sáng tác của anh; anh đóng vai một người kể chuyện, phần minh họa được giao cho em gái của anh là Quỳnh Mi và VJ Dustin Nguyễn. Với "Ký Ức Chôn Sâu", anh lại tiếp tục đóng cùng với Kang Ha Neul và đây cũng là MV cuối cùng trong sự nghiệp ca hát của anh.

## Bệnh tật
Tháng 10 năm 2012, WanBi Tuấn Anh tuyên bố tạm nghỉ hát và chia sẻ về việc mình bị mắc chứng bệnh u nguyên sống mà theo lời của bác sĩ thì "căn bệnh này rất hiếm, trên thế giới trung bình 1 triệu người mới có một ca mắc phải". Anh đã phát hiện mình mắc bệnh này khoảng bốn năm trước đó sau khi cha anh qua đời. Anh tiết lộ đã từng sang Singapore để phẫu thuật.
Tối ngày 1 tháng 11 năm 2012, nhiều nghệ sĩ đã tổ chức đêm nhạc Cảm ơn tại sân khấu Trống Đồng (Thành phố Hồ Chí Minh) nhằm quyên góp tài chính giúp anh chữa bệnh. Số tiền thu được sau chương trình là 1 tỷ đồng. Riêng video ca nhạc "Cảm ơn" do ca sĩ Hồ Ngọc Hà khởi xướng với sự tham gia của 15 nghệ sĩ được trang web zing.vn mua với giá 100 triệu đồng. Toàn bộ số tiền thu từ việc tải bài hát này trong tháng 11 cũng được dành để ủng hộ WanBi Tuấn Anh.
Ngày 11 tháng 11 năm 2012, trong đêm nhạc Viết tiếp ước mơ của Thúy tại Nhà văn hóa Thanh Niên Thành phố Hồ Chí Minh, dù sức khỏe không tốt nhưng anh đã cố gắng hết sức để đến chia sẻ cùng các bệnh nhi ung thư trong đêm nhạc thiêng liêng và đầy ý nghĩa này. Anh cũng tâm sự cùng khán giả và các em có mặt trong chương trình về tình trạng bệnh tật của mình. Mặc dù vừa trải qua cuộc phẫu thuật tại Singapore và tình trạng bệnh tật không mấy khả quan, WanBi vẫn thể hiện sự lạc quan, yêu đời và còn trao tặng quỹ học bổng "Ước mơ của Thúy" một số tiền để tiếp thêm niềm tin và sức mạnh cho các bệnh nhi ung thư tại đây.
Trên báo chí, WanBi Tuấn Anh chia sẻ dí dỏm về tình trạng căn bệnh của mình: "Tôi hay đùa, khối u này như một "anh bạn nhỏ" mà tôi phải sống chung đến cuối đời, và chỉ có thể tìm cách để "cậu ấy" không nghịch cái này, phá cái kia chứ không thể tiêu diệt nó hoàn toàn." Anh tâm sự: "Với tôi, mỗi lần chữa trị cũng giống như một cuộc chiến dai dẳng, mà tôi không biết mình có chiến thắng được hay không, nhưng tôi vẫn phải chiến đấu đến cùng." Chia sẻ về quá trình điều trị đầy gian nan, Tuấn Anh bộc bạch: "Vì khối u này, tôi đã phải trải qua nhiều ca phẫu thuật nguy hiểm. Mỗi lần nằm trên giường mổ, trước khi thuốc mê có tác dụng, tôi luôn tự nhủ: "Mình phải cố lên!". Điều tôi sợ nhất vẫn là cảm giác lo lắng, hụt hẫng của người thân, chứ không phải của bản thân mình." Trả lời cho câu hỏi sức mạnh nào khiến anh có thể vượt qua những đau đớn, sợ hãi của tiến trình điều trị, nam ca sĩ cho biết: "Những ngày bị bệnh, tôi tĩnh tâm hơn, suy nghĩ nhiều hơn và thông suốt một điều: "Mình bi quan và suy nghĩ tiêu cực cũng chẳng giải quyết được gì, lại còn khiến người thân của lo lắng thêm". Vậy nên, tôi luôn động viên mình phải lạc quan, mạnh mẽ chiến đấu với căn bệnh đến cùng. Tôi chia sẻ câu chuyện của mình với hi vọng tinh thần lạc quan của tôi ít nhiều truyền sức mạnh cho nhiều người cùng cảnh ngộ."

## Qua đời
Nửa đêm ngày 20 tháng 7 năm 2013, gia đình đưa WanBi Tuấn Anh vào bệnh viện do anh lên cơn sốt cao và không thở được, nhưng sáng hôm sau lại được đưa về nhà theo mong muốn của anh. Tại đây, anh liên tục được bác sĩ truyền dịch, đặt ống thở. Gần trưa ngày 21 tháng 7, anh bất ngờ chết não nhưng mạch vẫn còn đập và anh vẫn thở. Khoảng 16 giờ cùng ngày, các bác sĩ rút ống truyền của anh. Anh qua đời vào lúc 16 giờ 23 phút ngày 21 tháng 7 năm 2013, khi chỉ mới 26 tuổi.
Lễ viếng diễn ra tại nhà riêng của anh ở phường Đa Kao, Quận 1, Thành phố Hồ Chí Minh trong sáng ngày 22 tháng 7 năm 2013. Đám tang của WanBi được bao phủ bởi màu trắng và xanh, như di nguyện của anh lúc còn sống. Lễ truy điệu vào ngày 24 tháng 7, sau đó thể theo di nguyện của anh và gia đình, anh đã được hỏa táng tại Nghĩa trang Bình Hưng Hòa. Cốt được mang về một ngôi chùa ở quận Phú Nhuận và đặt cạnh cha anh, trong khi tro được rải xuống sông Sài Gòn từ cầu Phú Mỹ, nơi anh đã quay MV Bắt Sóng Cảm xúc.
Tháng 9 năm 2013, một ngôi sao trên bầu trời đã mang tên WanBi Tuấn Anh. Ngôi sao này đã được ngân hàng sao quốc tế chứng nhận, đồng nghĩa với việc tên của anh sẽ được ghi dấu trong vũ trụ.

## Bắt đầu từ một kết thúcvà album cuối cùng
Ngày 9 tháng 1 năm 2014, nhân dịp sinh nhật lần thứ 27 của anh, quyển tự truyện Bắt đầu từ một kết thúc đã được ra mắt. Quyển tự truyện này kể lại hành trình ca hát và chống chọi với bệnh tật trong 4 năm qua do Lý Minh Tùng, nhà báo đồng thời là quản lý của anh, chấp bút. Quyển tự truyện được viết đầu tiên vào năm 2009 và bị gián đoạn, sau đó được tiếp tục sau đám tang anh một tuần.
Kèm theo quyển tự truyện là 1 album vol cuối cùng của anh, "Nụ cười Còn Mãi", bao gồm những ca khúc mà anh đã thu âm nhưng chưa có dịp ra mắt. Tất cả lợi nhuận thu được từ tự truyện và album đều được sung vào quỹ Cảm ơn do WanBi Tuấn Anh lập ra dùng để giúp đỡ những trẻ em cơ nhỡ trong Viện Thiên Thần.

## Đánh giá
Theo nhiều phóng viên và nghệ sĩ, WanBi Tuấn Anh là một ca sĩ ngoan ngoãn, hiền lành, lễ phép và rất có trách nhiệm. Với nhiều người, WanBi là "anh chàng không biết cau có". Sau cái chết của cha, anh trở thành người trụ cột gia đình.
Theo lời kể của mẹ WanBi, anh tỏ ra rất bình tĩnh, không một lời than thở, bi quan khi nghe bác sĩ đã nói khối u của anh là bệnh hiếm, khó chữa. Anh giấu tất cả bạn bè về mức độ nghiêm trọng của căn bệnh. Cuối năm 2011, khi bệnh trở nặng, mắt phải của WanBi mờ nên anh để tóc che đi một mắt, rất nhiều bầu show hay fan hỏi anh bị làm sao, anh vẫn quyết giấu kín và trả lời mình chỉ bị đau mắt vì WanBi không muốn mọi người thương hại hay lo lắng cho anh.

## Danh sách đĩa nhạc

### Album
- WANBI0901[c] (2008) (Vol 1)
- Chuyện tình vượt thời gian (cùng Tóc Tiên) (2009)
- Thăng (#) (2010) (Vol 2)
- Nụ Cười Còn Mãi (2014) (Vol cuối)

### Album tuyển tập
- Khúc Ca Cho Em (2014)

### Đĩa đơn
- "Vụt Mất" (2010)
- "Bắt Sóng Cảm xúc" (2010)
- "Dấu Vết" (2011)
- "Tìm Thấy" (2012)
- "Thật Lòng Anh Xin Lỗi" (2012)
- "Ký Ức Chôn Sâu (2012)
- "Cảm Ơn" (2012)

### Video ca nhạc
| - "Đôi mắt" - "Loving You" - "Vụt mất" - "Vụt mất (ver. 2.0)" - "Dòng thư cuối" - "Let Go" - "Let Go" (lời tiếng Anh) - "Bắt đầu từ một kết thúc" | - "Bắt sóng cảm xúc" - "Dấu vết" - "Nhịp tim" (cùng Kang Ha Neul) - "Đêm tình nhân" (cùng Kang Ha Neul) - "Hóa cơn mưa" - "Phải làm thế nào" - "Ký ức chôn sâu" (cùng Kang Ha Neul) - "Cảm ơn" - "Thật lòng anh xin lỗi" - "Nụ cười còn mãi" - "Tìm thấy (dance ver.)" - "Tìm thấy (story ver.)" |

## Những sáng tác của WanBi Tuấn Anh
WanBi Tuấn Anh từng chia sẻ "Tôi chưa bao giờ dám nhận mình là nhạc sĩ mà chỉ là người viết nhạc bằng cảm xúc. Trong những sáng tác của mình, tôi không chỉ nói về tình yêu mà còn gửi gắm những tâm sự, những điều mình không thể giãi bày bằng câu từ thông thường. Đó là sự biết ơn tôi dành cho gia đình, là nỗi đau đớn không thể giải tỏa, là niềm cảm kích dành cho bạn bè, đồng nghiệp, khán giả... Trong những giây phút chán chường nhất, tuyệt vọng nhất, chính âm nhạc đã mang lại cho tôi niềm hi vọng và năng lượng để bước tiếp, để tôi cảm thấy mình vẫn còn giá trị với cuộc đời." Trong sự nghiệp ca hát của mình, các ca khúc hầu hết đều do WanBi Tuấn Anh chính tay sáng tác:
1. Cho Em
2. Từng Ngày Qua
3. Dự Báo Trái Tim
4. Chuyện Tình Gió
5. Loving You
6. Lời Yêu
7. Ngày Nắng Bên Trời
8. Điều Ước Cho Mùa Xuân
9. Bước Chân Mùa Thu
10. Vụt Mất
11. Dòng Thư Cuối
12. Hãy Tỉnh Giấc
13. Let Go
14. Bắt Đầu Từ Một Kết Thúc
15. Together Forever
16. Vượt Dốc
17. Chắp Cánh
18. Cảm Ơn
19. Bắt Sóng Cảm Xúc
20. Dấu Vết
21. Hóa Cơn Mưa
22. Phải Làm Thế Nào
23. Tìm Thấy
24. Thật Lòng Anh Xin Lỗi
25. Cơ Hội Đánh Rơi
26. Còn Mong Chờ Chi
27. Tíc Tắc
28. Tốt Hơn Cho Chúng Ta
29. Nụ Cười Còn Mãi

## Phim tham gia
| Năm         | Nhan đề             | Vai diễn         | Ghi chú                |
| Truyền hình | Truyền hình         | Truyền hình      | Truyền hình            |
| ----------- | ------------------- | ---------------- | ---------------------- |
| 2009        | Áo cưới thiên đường | ca sĩ Thành Phúc | hai tập "Đám cưới sao" |
| Điện ảnh    |                     |                  |                        |
| 2010        | Bóng ma học đường   | Minh Quân        |                        |

Bộ phim Chàng trai năm ấy của đạo diễn Nguyễn Quang Huy công chiếu 31/12/2014 được dựa trên tự truyện Bắt đầu từ một kết thúc của Lý Minh Tùng viết về cuộc đời của WanBi Tuấn Anh với vai chính Đình Phong do nam ca sĩ Sơn Tùng M-TP đảm nhiệm.

## Giải thưởng
- Giải "Gương mặt ấn tượng" cuộc thi Diễn viên triển vọng của báo Điện ảnh Thành phố Hồ Chí Minh (2005)
- Giải "Hot VTeen 2006" của báo VTM
- Giải "Ca sĩ triển vọng Làn Sóng Xanh" (2009)
- Ngày 16/12/2013, ca khúc "Cám ơn" của WanBi để lại mang về giải thưởng "Top 10 nhạc sĩ có ca khúc được yêu thích nhất"